# Гластонбери (фестиваль)
Гластонберийский фестиваль современного исполнительского искусства (англ. Glastonbury Festival of Contemporary Performing Arts, часто сокращаемый до Glastonbury или Glasto) — музыкальный фестиваль, проводящийся с 1970 года неподалёку от города Гластонбери в Великобритании. Мероприятие (поначалу называвшееся Glastonbury Fayre) с первых лет своего существования получило репутацию «британского Вудстока» и традиционно считается одним из главных событий музыкального года в Британии. 
Фестиваль в Гластонбери славится прежде всего своими рок-концертами, однако в рамках его проходят также многочисленные выступления танцевальных, фольклорных, театральных и цирковых коллективов, устраиваются художественные экспозиции.
Основатель фестиваля — фермер Майкл Ивис (англ. Michael Eavis), на территории его фермы и проходит фестиваль.

## Описание

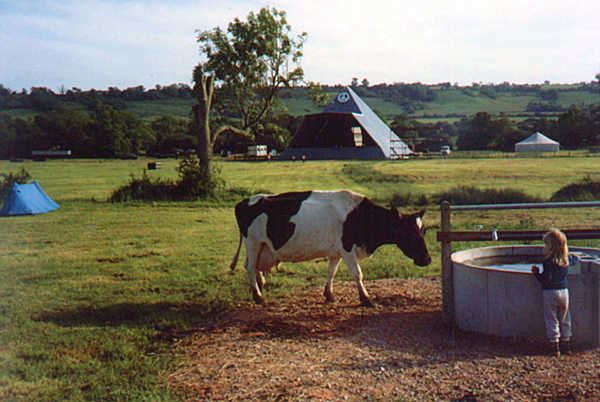
Worthy Farm — обычная молочная ферма. На фоне — Pyramid Stage и первые палатки приехавших на фестиваль в 1983 году

Фестиваль проходит в Юго-Западной Англии, в графстве Сомерсет, на ферме Worthy Farm, расположенной между небольшими деревнями Пилтон и Пилль (Pylle), в нескольких километрах от города Гластонбери. 
Площадь, отводимая для праздника, составляет примерно 1100 акров (4,4 км²).
Ферма располагается между гребнями южной части Mendip Hills (англ. Mendip Hills) у истока реки Whitelake, которую образуют два ручья, протекающие по территории фермы. Такое положение способствует наводнениям, которые случались на фестивале в 1997, 1998 и 2005 годах, а также размыванию верхнего слоя почвы, в результате чего грязь стала отличительной особенностью фестиваля.
В последние годы территория фестиваля представляет собой огороженный комплекс с ограниченным доступом; на севере располагается Пирамидальная сцена (Pyramid stage), на юге — Дополнительная сцена (Other stage), аттракционы и цирк — на востоке. 
Луга, расположенные к югу, используются для выставок.
- Для посетителей открыты 3225 туалетов и писсуары в виде желобов общей длиной 700 метров[6]. Высокий спрос на туалетные кабины во время лондонской Олимпиады стал причиной отмены фестиваля в 2012 году[7].
- За пять дней фестиваля потребляется миллион галлонов воды (≈ 3 780 000 литров)[8].

## История
В 2009 году фестиваль посетило около 190 тыс. человек. Билеты дорожают каждый год, в 2011 году один билет стоил 195 фунтов.
24-28 июня 2020 года должен был состояться юбилейный 50-й фестиваль, на который было продано более 135 000 билетов. Однако за 3 месяца до начала фестиваль был отменен из-за пандемии COVID-19; 18 марта 2020 года организаторы официально подтвердили отмену мероприятия и предложили всем купившим билеты либо возврат средств, либо перенос депозита на следующий год с гарантией возможности приобрести билеты.
«Гластонбери-2021»  также отменён.

## Фотогалерея

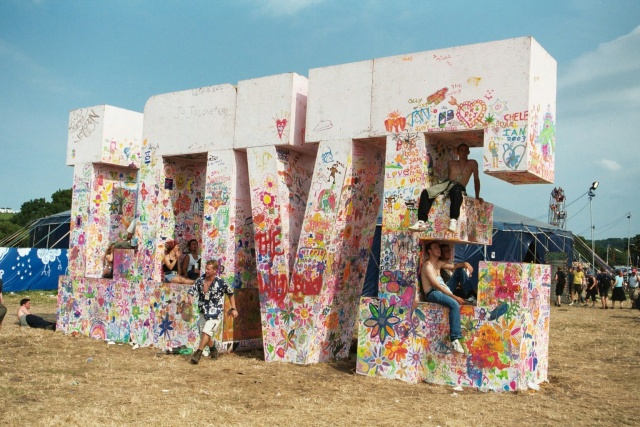
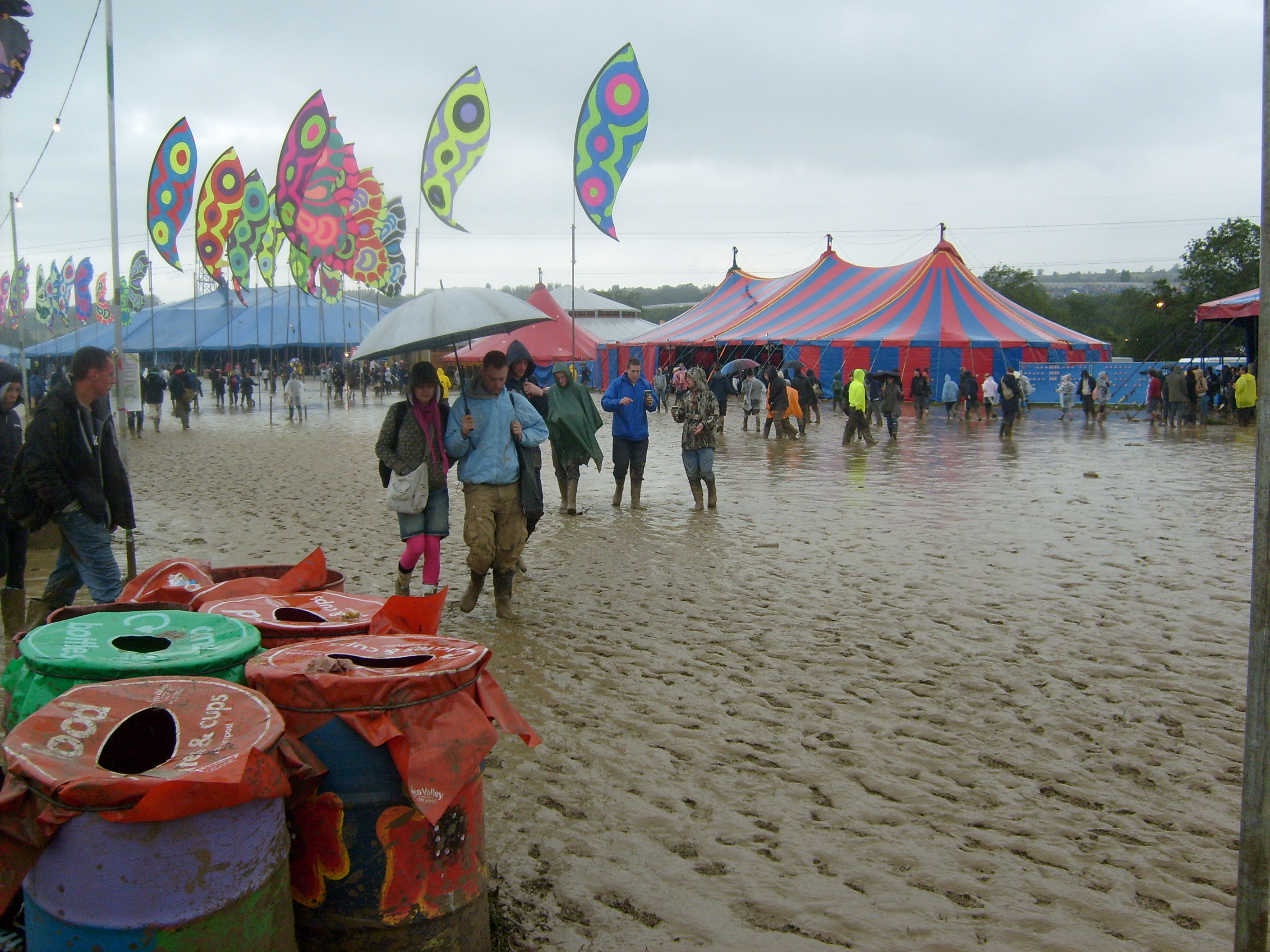
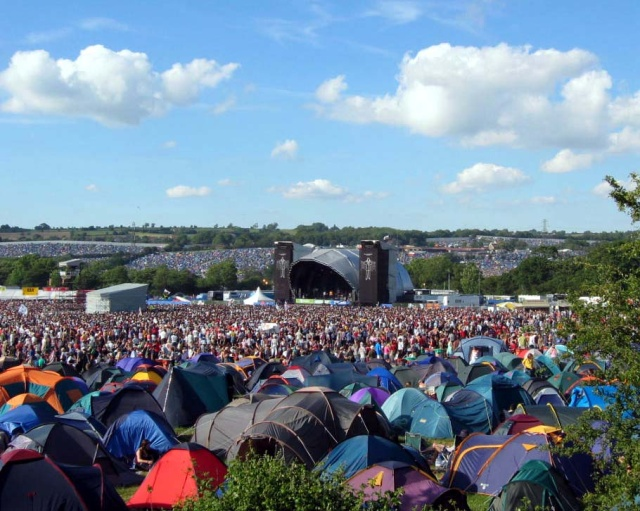
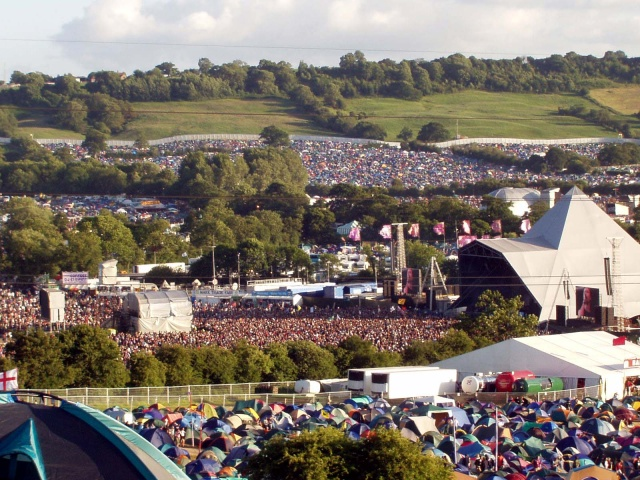

- Медиафайлы по теме Гластонбери на Викискладе